# Frank Fellows
Frank Fellows, född 7 november 1889 i Bucksport i Maine, död 27 augusti 1951 i Bangor i Maine, var en amerikansk politiker (republikan). Han var ledamot av USA:s representanthus från 1941 fram till sin död.
Fellows efterträdde 1941 Owen Brewster som kongressledamot. Han avled 1951 i ämbetet och gravsattes på Silver Lake Cemetery i Bucksport i Maine.